# Carlo Benetton
Carlo Benetton (Morgano, 26 dicembre 1943 – Treviso, 10 luglio 2018) è stato un imprenditore italiano, co-fondatore di Benetton Group e presidente di Maccarese.

## Biografia
Carlo Benetton era l'ultimo dei quattro figli di Leone Benetton e Rosa Carniato. Nel 1965 fonda a Ponzano Veneto la Benetton Group, assieme ai fratelli Luciano, Gilberto e Giuliana.
Dopo la fondazione del gruppo Benetton, Carlo Benetton curava l'approvvigionamento delle materie prime e si occupava del mantenimento delle vaste tenute in Argentina, di cui i Benetton erano proprietari, era inoltre presidente delle Tenute Maccarese, nel Lazio, una delle più importanti aziende agricole italiane.

## Patrimonio
Secondo la rivista Forbes aveva un patrimonio totale stimato di 1,5 miliardi di euro. Nel 2013 si posizionava 736° nella classifica mondiale dei miliardari Forbes e 11° nella classifica miliardari italiana.